# Eibiswald (Adelsgeschlecht)

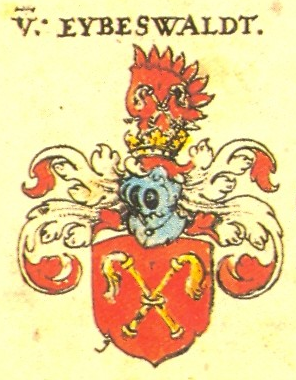
Stammwappen derer von Eibeswaldt (Eibiswald) nach Siebmachers Wappenbuch (037), Österreichischer Adel, vereinzelt

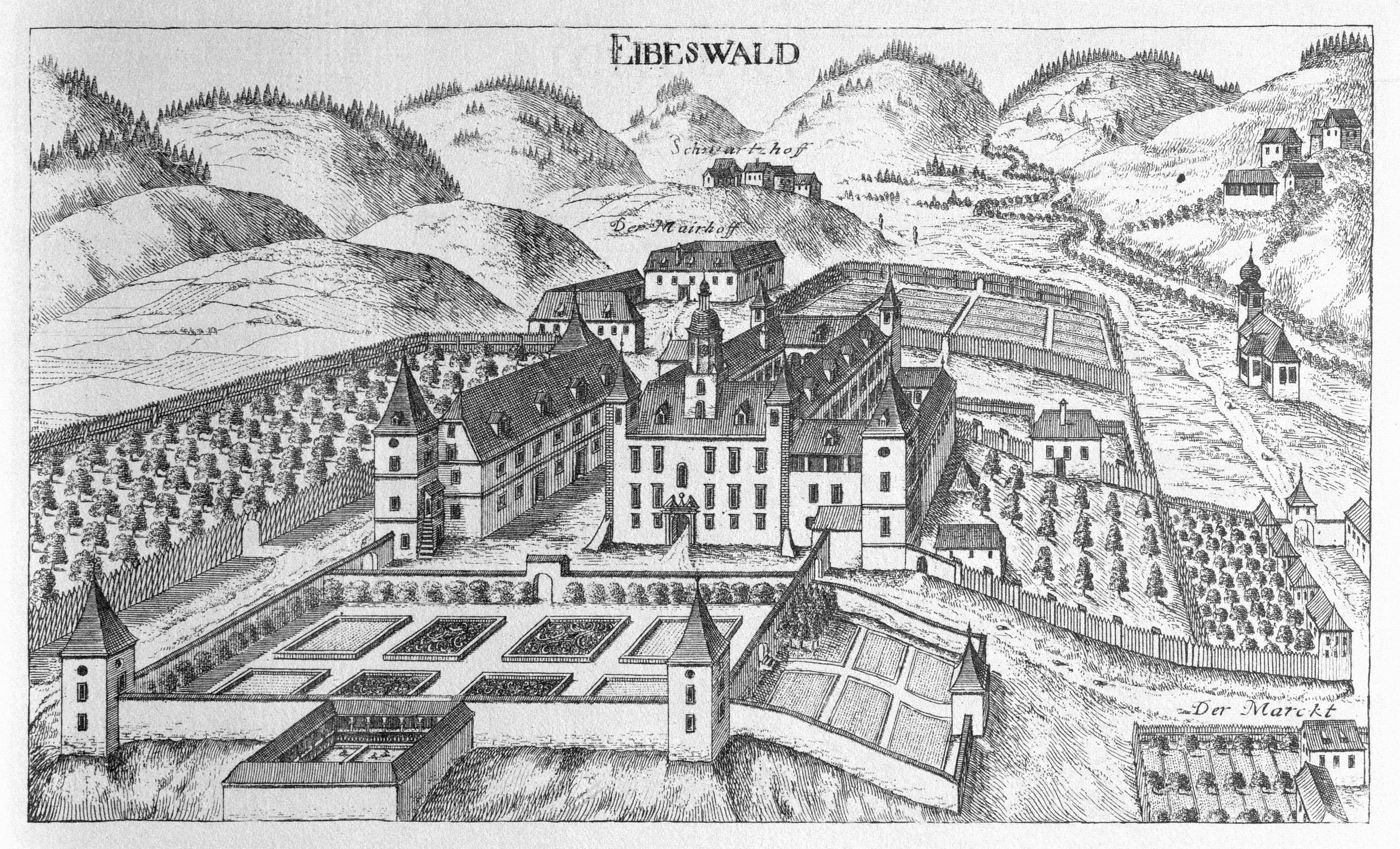
Herrschaft Eibiswald, nach Vischer, Topographia Ducatus Stiria, 052

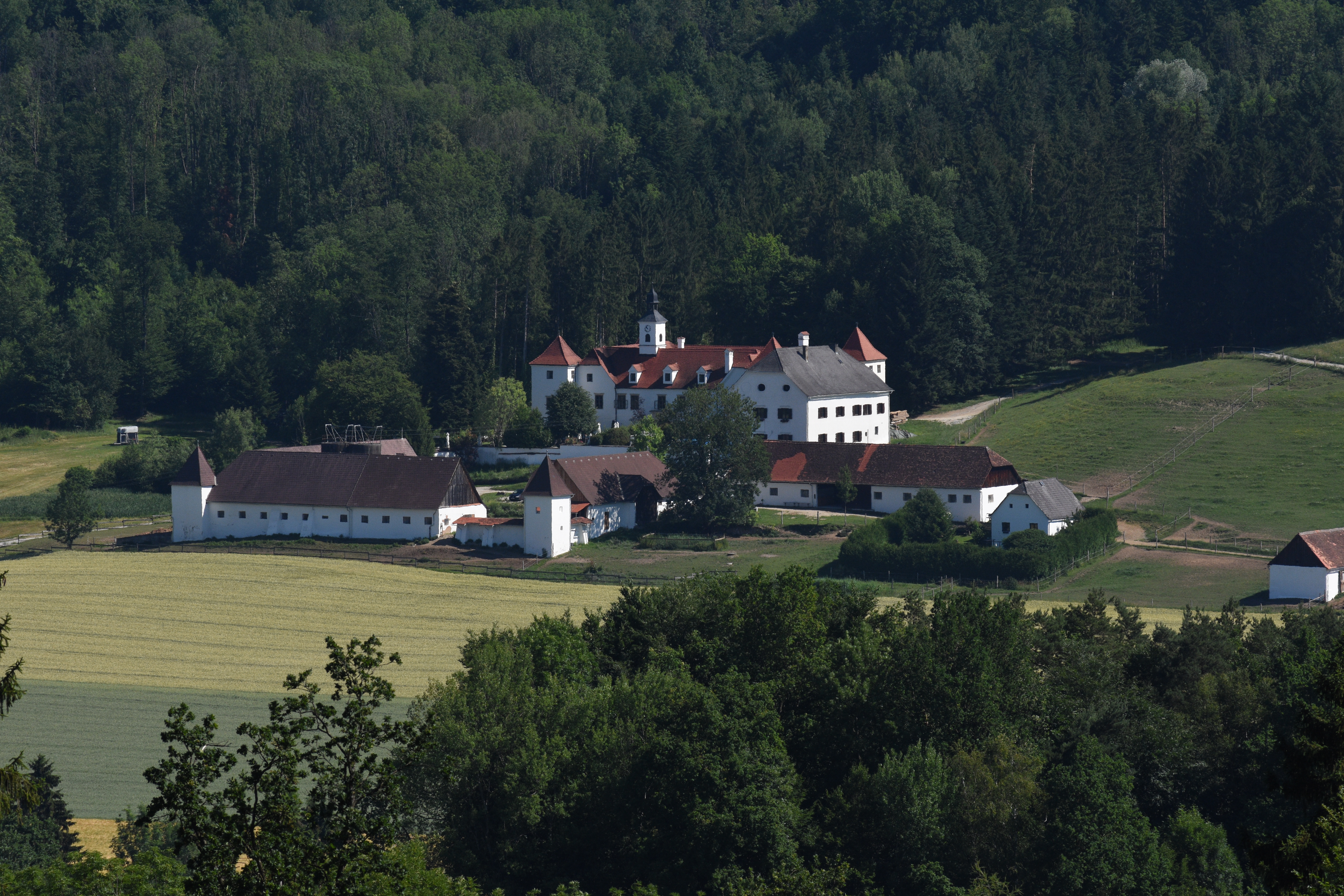
Im Besitz derer von Eibiswald (Adelsgeschlecht): Schloss Dornhofen in der Gemeinde Eggersdorf bei Graz (Bezirk Graz-Umgebung, Steiermark, Österreich).

Das Geschlecht derer von Eibiswald (u. a. auch Herren sowie Freiherrn von Eybiswald, Eybeswaldt, Eibeswald, Eibeswaldt, Eibiswald, Eibiswald oder Eibiswalder) war ein altes steirisches Freiherrengeschlecht mit gleichnamigen Stammsitz Schloss Eibiswald in der Marktgemeinde Eibiswald in der Steiermark in Österreich und gehörten zum österreichischen Adel bzw. niederösterreichischen landständischen Adel.

## Geschichte

### Ursprung und Besitztümer
Der Ursprung des alten steirischen Freiherrengeschlecht beginnt mit der Belehnung des Stammsitzes Schloss Eibiswald (Eibiswald, Steiermark, Österreich). Die Stammreihe beginnt dabei mit Buswald von Eibiswald, dessen Nachkomme Johann von Eibiswald im Jahre 1527 mit Arndorf und Edelbach Besitzungen in Niederösterreich erlangte. Johann war mit Rosina von Herberstein (Adelsgeschlecht) verheiratet, mit der er zwei Söhne und Töchter zeugte. Er starb am 7. Februar 1532 in Wien und wurde in der ehemaligen Stiftkirche zu Sankt Dorothea zu Grabe getragen.
Paul von Eibiswald, ein Nachkomme, erwarb 1476 die Burg Burgstall und starb im gleichen Jahr. Pauls Söhne nahmen das Lehen 1478 vom Kaiser an. Georg von Eibiswald baute im 16. Jahrhundert die Burg Burgstall zum Schloss Burgstall im Renaissance-Stil aus, welches 1638 bis 1799 zur Herrschaft Eibiswald gehörte, und von den Freiherren von Eibiswald an die Grafen Schrottenbach verkauft wurde.
Das Palais Lamberg (Graz) wurde von Wilhelm von Trauttmansdorff aus dem Adelsgeschlecht derer von Trauttmansdorff im Jahre 1553 an Georg Breuner Freiherr von Stübing und Rabenstein aus dem österreichischen Adelsgeschlecht derer von Breuner verkauft, der es seinerseits abriss. Unter Maurermeister Stefan de Adriano wurde der Palais Lamberg in den Jahren 1564/65 neu gebaut sich und um 1581 nahmen sich die Freiherren von Eibiswald des Besitzes an. Unter den Eibiswaldern baute 1654 Domenico della Torre das Palais weiterhin um. Als Maria Isabelle von Eibiswald im Jahre 1689 mit Johann Graf Lamberg vermählt wurde, kam es über die Ehe in den Besitz derer von Lamberg (Adelsgeschlecht). Anna Lucia Gräfin Lamberg baute das Stadthaus in den Folgejahren des Jahres 1720 weiter um.
Die Herren von Eibiswald waren nicht nur Besitzer von Burgstall und Palais Lamberg in Graz, sondern auch von Oberlorenzen, Eibiswald, Thürn, Weyer (Rothleiten), Tausendlust, Weissenegg (Steiermark), Wildon (Burgruinen), Peggau, Eybesfeld, Dornhofen, Gamlitz (Obergamlitz), Limberg (Südsteiermark) sowie Trautenburg.

### Nobilitierungen und dynastische Eheschließungen
Das Adelsgeschlecht gehörte zum steirischen Uradel und ist damals in den Freiherrenstand erhoben worden und mit dem Tod von Wolf Maximilian Freiherr von Eibiswald 1673 im Mannesstamm in Österreich erloschen. Mitglieder des Geschlechts sollen außerhalb der Steiermark noch 1719 bekannt gewesen sein. Sie gehörten zum österreichischen Adel bzw. niederösterreichischen landständischen Adel und schlossen dynastische Ehen u. a. mit Töchtern derer von Herberstein (Adelsgeschlecht).

## Namensträger
Unter den Herren von Eibiswald bzw. Freiherren von Eibiswald gab es folgende Namensträger: 
- Amelreich von Eibiswald
- Christof Freiherr von Eibiswald
- Christof und Georg von Eibiswald
- Georg von Eibiswald
- Georg Amelreich Freiherr von Eibiswald
- Gottfried Freiherr von Eibiswald
- Hans von Eibiswald
- Maria Isabelle von Eibiswald
- Maria Rosina Freiin von Eibiswald
- Paul von Eibiswald
- Paul Hartmann Freiherr von Eibiswald
- Siegmund von Eibiswald
- Sigmund von Eibiswald
- Veit Siegmund Freiherr von Eibiswald
- Wilhelm von Eibiswald
- Wolf Maximilian Freiherr von Eibiswald

## Wappen

Stammwappen derer von Eibiswald (Eybeswaldt) nach Zacharias Bartsch (1567), Steiermärkisches Wappen-Buch

Blasonierung: Das gemehrte Wappen derer von Eybiswaldt zeigt sich nach Siebmachers Wappenbuch quadriert mit rotem Herzschild, worin sich zwei gekreuzte goldgriffige Geiseln [nach Franz Karl Wißgrill: Fliegenwedel] befinden; 1. in Schwarz ein goldener Querbalken, 2. in Rot ein silberner Schrägrechtsbalken, besteckt mit drei silbernen Kleeblättern, 3. in Gold ein aufsteigender gekrönter schwarzer Löse einwärts sehend, 4. in Rot ein mit Früchten behangener Granatapfelbaum; drei gekrönte Helme; zwei von auswärts mit je drei Kleeblättern von gewechselter Farbe besteckte Büffelhörner, das rechte gold, links schwarz; 2. ein roter Adlersflügel vorn mit den zwei gekreuzten Geiseln besteckt, 3. ein Busch von fünf schwarzen Straußfedern belegt, mit einem von Silber über Rot geteilten Schilde; die Helmdecken rechts gold, schwarz, links silber und rot.